# Cerro Gordo, Zaragoza
Cerro Gordo är en ort i Mexiko.   Den ligger i kommunen Zaragoza och delstaten San Luis Potosí, i den centrala delen av landet, 300 km nordväst om huvudstaden Mexico City. Cerro Gordo ligger 1 862 meter över havet och antalet invånare är 2 123.
Terrängen runt Cerro Gordo är platt västerut, men österut är den kuperad. Terrängen runt Cerro Gordo sluttar västerut. Runt Cerro Gordo är det ganska glesbefolkat, med 31 invånare per kvadratkilometer. Närmaste större samhälle är Zaragoza, 10,4 km nordost om Cerro Gordo. Omgivningarna runt Cerro Gordo är i huvudsak ett öppet busklandskap.